# Kornelia Wróblewska
Kornelia Konstancja Wróblewska (ur. 20 grudnia 1982 w Międzyrzecu Podlaskim) – polska dziennikarka i polityk, doktor nauk teologicznych, posłanka na Sejm VIII kadencji.

## Życiorys
W 2005 ukończyła studia na Uniwersytecie Kardynała Stefana Wyszyńskiego w Warszawie. W 2010 na Wydziale Teologicznym UKSW na podstawie rozprawy pt. Dobro osoby ludzkiej i jej prawa w polskich tabloidowych środkach przekazu, napisanej pod kierunkiem profesora Józefa Zabielskiego, uzyskała stopień doktora nauk teologicznych w zakresie nauk teologicznych w specjalności teologia moralna. Pracowała m.in. jako producent, wydawca i reporter programów telewizyjnych o profilu publicystycznym i popularnonaukowym, prowadziła także zajęcia dla studentów dziennikarstwa na Uniwersytecie Warszawskim.
W wyborach parlamentarnych w 2015 kandydowała do Sejmu z 2. miejsca na liście Nowoczesnej w okręgu nr 19 (Warszawa). Została wybrana na posłankę VIII kadencji, otrzymując 3945 głosów. W grudniu 2018 opuściła klub i partię, przechodząc do klubu Platforma Obywatelska – Koalicja Obywatelska. W wyborach do Parlamentu Europejskiego w 2019 jako kandydatka PO bezskutecznie ubiegała się z listy Koalicji Europejskiej o mandat posła do PE w okręgu obejmującym województwo lubelskie. W wyborach do Sejmu w tym samym roku nie uzyskała poselskiej reelekcji. W 2024 z ramienia Koalicji Obywatelskiej bez powodzenia kandydowała do rady dzielnicy Wawer. Objęła jednak mandat radnej jeszcze w tym samym roku.

## Życie prywatne
W lipcu 2017 wyszła za adwokata Jarosława Kaczyńskiego, z którym ma córkę Antoninę Marię (ur. 2017). Ma także syna Stanisława (ur. 2007).